# Aix-en-Provence

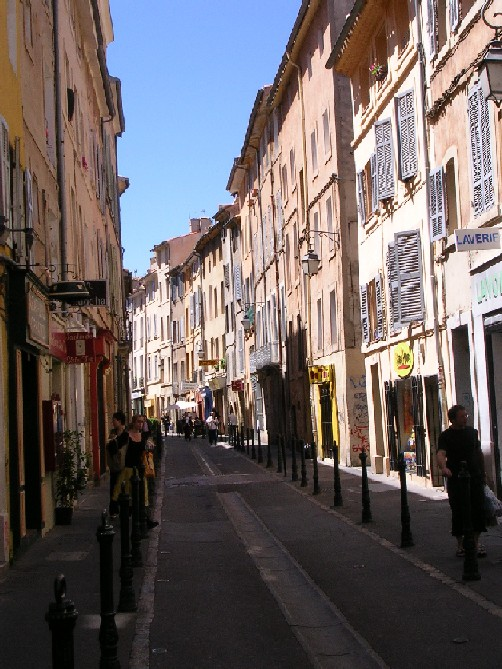
Ulica w Aix

Aix-en-Provence (wymowaⓘ, eks ã prowạ̃:s; oksyt. Ais de Provença) – miasto i gmina we Francji, w regionie Prowansja-Alpy-Lazurowe Wybrzeże, w departamencie Delta Rodanu. Miasto jest ulokowane w dolinie rzeki Arc, ok. 25 km na północ od Marsylii.

## Demografia
Według danych na rok 2018 gminę zamieszkiwały 146 282 osoby, a gęstość zaludnienia wynosiła 786 osób/km² (wśród 963 gmin regionu Prowansja-Alpy-W. Lazurowe Aix-en-Provence plasuje się na 4. miejscu pod względem liczby ludności, natomiast pod względem powierzchni na miejscu 7.).

## Historia
Aix (Aquae Sextiae) zostało założone w 122 p.n.e. przez rzymskiego konsula Sekstiusza Kalwina jako kolonia weteranów jego wojsk. Od nazwiska konsula pochodzi nazwa okolicznych źródeł. W 102 p.n.e. Mariusz zadał w pobliżu miasta klęskę Cymbrom i Teutonom. W IV stuleciu zostało stolicą prowincji Narbonensis Secunda. W 477 zostało zajęte przez Wizygotów. W następnym stuleciu było wielokrotnie plądrowane przez Franków i Longobardów. W 731 zostało zajęte przez Saracenów. Aix, które w wiekach średnich było stolicą hrabstwa Prowansji, osiągnęło rozkwit po XII stuleciu, kiedy pod panowaniem Aragonii i Andegawenii stało się ośrodkiem artystycznym i naukowym. Z resztą Prowansji przeszło do korony Francji w 1487, a w 1501 Ludwik XII założył tam parlament Prowansji, który istniał aż do 1789. W XVII i XVIII w. miasto było siedzibą władz Prowansji. Pod koniec panowania Franciszka I doszło do prześladowań protestantów. W ich trakcie sąd w Aix-en-Provence nakazał zniszczenie 20 wsi w Alpach prowansalskich, w których mieszkali zwolennicy waldensów.

## Zabytki
- Katedra, której budowę rozpoczęto w V, a ukończono dopiero w XVIII wieku. Główne prace zostały wykonane w XII i XIII wieku. Najcenniejsze zabytki to XVI-wieczne pięknie rzeźbione drzwi wykonane z drewna orzechowego przez J. Guiramanda, tryptyk Ołtarz krzewu gorejącego pędzla Nicolasa Fromenta (XV wiek). Do kościoła, od strony południowej, przylega XI-wieczny krużganek;
- ukończony w 1745 roku Place d’Albertas, zaprojektowany przez Laurenta oraz Georgesa Vallonów;
- parafialny kościół Ducha Świętego z 1726 roku.

## Kultura
Aix jest ważnym centrum edukacyjnym, siedzibą wydziałów prawa i literatury uniwersytetu Aix-Marseille. Kwartał miasta, gdzie są umieszczone szkoły i budynki uniwersytetu, jest porównywany do Dzielnicy Łacińskiej Paryża. Od 1948 roku odbywa się w nim coroczny międzynarodowy festiwal muzyczny. Znane też jako miejsce urodzenia i pracy malarza Paula Cézanne’a, siedziba muzeum poświęconego malarzowi.

## Gospodarka
Miasto jest ośrodkiem przemysłu ceramicznego, komputerowego, poligraficznego i przetwórstwa oliwek.

## Komunikacja
Miasto jest ważnym węzłem komunikacyjnym – autostrady do Awinionu, Marsylii i Cannes, jak również port lotniczy.
W mieście znajduje się stacja kolejowa Gare d’Aix-en-Provence.

## Miasta partnerskie
- Bath, Wielka Brytania
- Kartagina, Tunezja
- Coimbra, Portugalia
- Grenada, Hiszpania
- Perugia, Włochy
- Tybinga, Niemcy
- Aszkelon, Izrael
- Filadelfia, Stany Zjednoczone
- Baton Rouge, Stany Zjednoczone
- Coral Gables, Stany Zjednoczone
- Kumamoto, Japonia
- Wadżda, Maroko
- Baalbek, Liban
- Bamako, Mali
- Pecz, Węgry